# دون كاتلن
دون كاتلن (بالإنجليزية: Don Catlin)‏ هو طبيب أمريكي، ولد في 4 يونيو 1938.